# معتمدية جبل الجلود
معتمدية جبل الجلود إحدى معتمديات الجمهورية التونسية، تابعة لولاية تونس.